# Film in 1956
Dit artikel gaat over de film in het jaar 1956.

## Lijst van films
- 7th Cavalry
- Anastasia
- Around the World in Eighty Days
- Autumn Leaves
- Baby Doll
- The Bad Seed
- Le Ballon rouge
- The Best Things in Life Are Free
- Bigger Than Life
- Bob le flambeur
- Bus Stop
- Un condamné à mort s'est échappé
- The Court Jester
- De eenenveertigste (Russische titel: Sorok pervyj)
- Et Dieu... créa la femme
- Forbidden Planet
- Friendly Persuasion
- Gervaise
- Giant
- Gun the Man Down
- The Harder They Fall
- Helen of Troy
- High Society
- Invasion of the Body Snatchers
- Jane Eyre
- The Killing
- The King and I
- The Last Wagon
- Love Me Tender
- Lust for Life
- The Man Who Knew Too Much
- Meet Me in Las Vegas
- Moby Dick
- The Proud and Profane
- The Searchers
- Seven Years in Tibet (1956)
- Sikkim, terre secrète
- Somebody Up There Likes Me
- The Teahouse of the August Moon
- The Ten Commandments
- A Town Like Alice
- Trapeze
- The Violent Years
- War and Peace
- Written on the Wind
- Zarak

### Lijst van Nederlandse films
- Bloem der Natie
- Brilstra en zijn Bromvlieg
- Het is Tijd

1870-1879 · 1880-1889 · 1890 · 1891 · 1892 · 1893 · 1894 · 1895 · 1896 · 1897 · 1898 · 1899 · 1900 · 1901 · 1902 · 1903 · 1904 · 1905 · 1906 · 1907 · 1908 · 1909 · 1910 · 1911 · 1912 · 1913 · 1914 · 1915 · 1916 · 1917 · 1918 · 1919 · 1920 · 1921 · 1922 · 1923 · 1924 · 1925 · 1926 · 1927 · 1928 · 1929 · 1930 · 1931 · 1932 · 1933 · 1934 · 1935 · 1936 · 1937 · 1938 · 1939 · 1940 · 1941 · 1942 · 1943 · 1944 · 1945 · 1946 · 1947 · 1948 · 1949 · 1950 · 1951 · 1952 · 1953 · 1954 · 1955 · 1956 · 1957 · 1958 · 1959 · 1960 · 1961 · 1962 · 1963 · 1964 · 1965 · 1966 · 1967 · 1968 · 1969 · 1970 · 1971 · 1972 · 1973 · 1974 · 1975 · 1976 · 1977 · 1978 · 1979 · 1980 · 1981 · 1982 · 1983 · 1984 · 1985 · 1986 · 1987 · 1988 · 1989 · 1990 · 1991 · 1992 · 1993 · 1994 · 1995 · 1996 · 1997 · 1998 · 1999 · 2000 · 2001 · 2002 · 2003 · 2004 · 2005 · 2006 · 2007 · 2008 · 2009 · 2010 · 2011 · 2012 · 2013 · 2014 · 2015 · 2016 · 2017 · 2018 · 2019 · 2020 · 2021 · 2022 · 2023 · 2024 · 2025